# خدع يوم د البحرية
كانت عمليات تاكسابل والوميض والطبل الكبير (Taxable, Glimmer, and Big Drum) خدع عسكرية تكتيكية جرَت في السادس من يونيو 1944 دعماً لإنزال الحلفاء في النورماندي. وشكَلت العنصر البحري لعملية الحارس الشخصي، وهي سلسلة أوسع من عمليات الخداع التكتيكي والاستراتيجي المرافقة للغزو. حيث حاكت القوارب الصغيرة، إلى جانب طائرات من قيادة القاذفات التابعة للقوات الجوية الملكية، أساطيل غزو تقترب من مناطق كاب دانتيفيه وممر كاليه والنورماندي. لعبت عمليتا الوميض وتاكسابل على الاعتقاد الألماني، الذي ضخمته جهود الحلفاء الخداعية على مدى الأشهر السابقة، بأن قوة الغزو الرئيسية ستهبط في منطقة كاليه. في حين جرت عملية الطبل الكبير على جناح قوة الغزو الغربي الحقيقية في محاولة للتشويش على القوات الألمانية حول حجم عمليات الإنزال. واستكملت عملية تيتانيك هذه العمليات، التي كان الهدف منها التشويش على الألمان حول قوات اليوم-دي المحمولة جواً.

## خلفية تاريخية
كانت عمليات تاكسابل والوميض والطبل الكبير عمليات خداع في الحرب العالمية الثانية. نُفذّت كجزء من عملية الحارس الشخصي، وهي عملية خداع عسكري استراتيجي واسع هدفت إلى دعم غزو الحلفاء لفرنسا التي تحتلها ألمانيا في يونيو 1944. وقد صممت عملية الحارس الشخصي لإرباك القيادة العليا في المحور فيما يتعلق بنوايا الحلفاء خلال الفترة التي سبقت الغزو. وقد قضي قسم مراقبة لندن (LCS) فترة زمنية في إقناع القادة الألمان بأن المجموعة الأولى من الجيش الأول الأمريكي الوهمي (FUSAG) تُمثل عماد قوة الحلفاء المعدة للغزو. والتي شُكلّت خلال عملية الثبات الجنوبية.

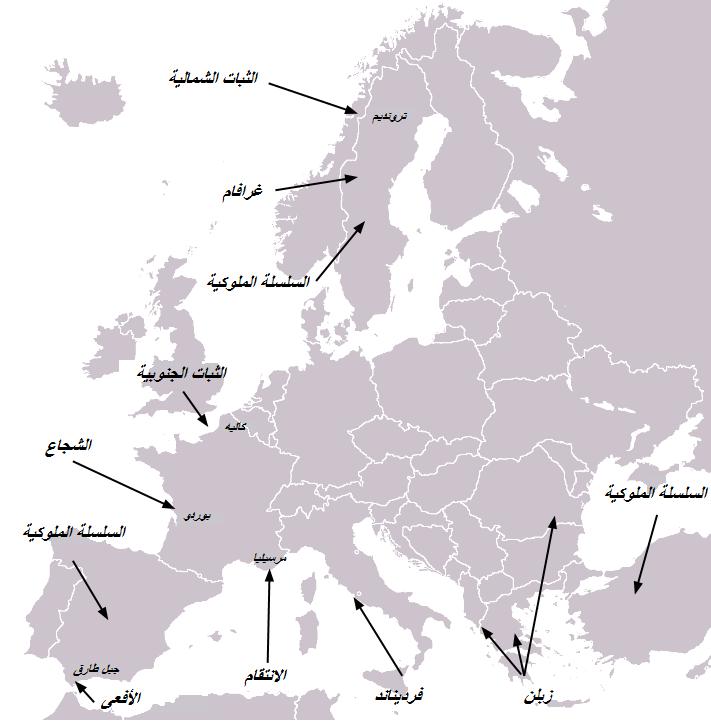
شَكلّت خدع اليوم د البحرية جزءاً من عملية الحارس الشخصي.

كانت رواية الحلفاء للجيش الأول الأمريكي هي أن مجموعة الجيش، التي تتخذ من جنوب شرق إنجلترا مقراً لها، سوف تغزو منطقة ممر كاليه بعد عدة أسابيع من عملية إنزال مُضلل وأصغر حجماً في النورماندي. ولكن في الواقع، سوف تهبط قوة الغزو الرئيسية في النورماندي في اليوم-دي. ومع اقتراب يوم الغزو، انتقل قسم مراقبة لندن إلى تخطيط عمليات خداع تكتيكي للمساعدة في تغطية تقدم قوات الغزو الحقيقية. وبالإضافة إلى العمليات البحرية، فقد خَطَطّ القسم أيضاً لعمليات تشمل إبرار جوي وخداع بري. وستدخل هذه الأخيرة حيز التنفيذ بمجرد الانتهاء من عمليات الإنزال، ولكن العمليات السابقة (التي تشمل الوحدات البحرية والجوية والقوات الخاصة) ستستخدم للتغطية على تقدم أسطول الغزو الحقيقي.
واستعداداً لعمليات الإنزال القادمة، عَملّ علماء الحلفاء على تقنيات لإخفاء حجم قوة الغزو واتجاهها. كانت الدفاعات الألمانية تعتمد على نظام رادار زيتاكت (Seetakt). وقد اكتشف علماء من مؤسسة أبحاث الاتصالات أن دقة الرادار تبلغ حوالي 520 ياردة (480 م). ولخداع نظام الرادار فقد اقترحوا إلقاء سُحُب من رقائق الألومنيوم (التي تُعرف باسم تشاف Chaff، ثم بالاسم الرمزي الشُباك) على بُعد ميلين على فترات منتظمة. ستظهر هذه السُحُب المعدنية على أنها صورة دائمة على شاشة الرادار، مُشابهة لتلك الصور التي تظهر عند اقتراب أسطول، على شاشات الرادار الألمانية. كما أعاد الحلفاء أيضاً تصميم جهاز تشويش، يسمى رمزياً ضوء القمر (Moonshine)، بهدف تعطيل بث الرادار. قررت قيادة الحلفاء أنه بدلاً من التغطية على الأسطول المقترب، فإن هذه الإجراءات ستعمل على تنبيه الدفاعات الألمانية. لذلك تقرر دمج هذه التقنيات جنباً إلى جنب مجموعات صغيرة من القوارب لمحاكاة أسطول غزو كامل يستهدف منطقة كاليه.
اقترح مخططو الحلفاء أن تَسحب القوارب الصغيرة، بالونات كبيرة عاكسة للرادار (تسمى رمزياً شجرة البندق Filbert) وتحمل أجهزة تشويش «ضوء القمر» ومعدات لاسلكية متقدمة (لبث حركة اتصال مزيفة)، ثم تتقدم نحو الساحل الفرنسي تحت غيمة من رقائق الألمونيوم. هذه النشارة المعدنية وغيرها من التدابير المُضادة ستخفي حجم القوة البحرية الصغير بينما ستلعب حركة البث اللاسلكي على رواية الجيش الأول الأمريكي لتضليل الألمان في توقع عملية إنزال ضخمة. قوة خداع ثالثة، تتمثل في عملية الطبل الكبير، سوف تستخدم تدابير مضادة للرادار على الجناح الغربي من أسطول الغزو الحقيقي. والتي كانت تهدف إلى استعارة حالة الالتباس فيما يتعلق بنطاق الإنزال في النورماندي.

## عمليتا الوميض وتاكسابل

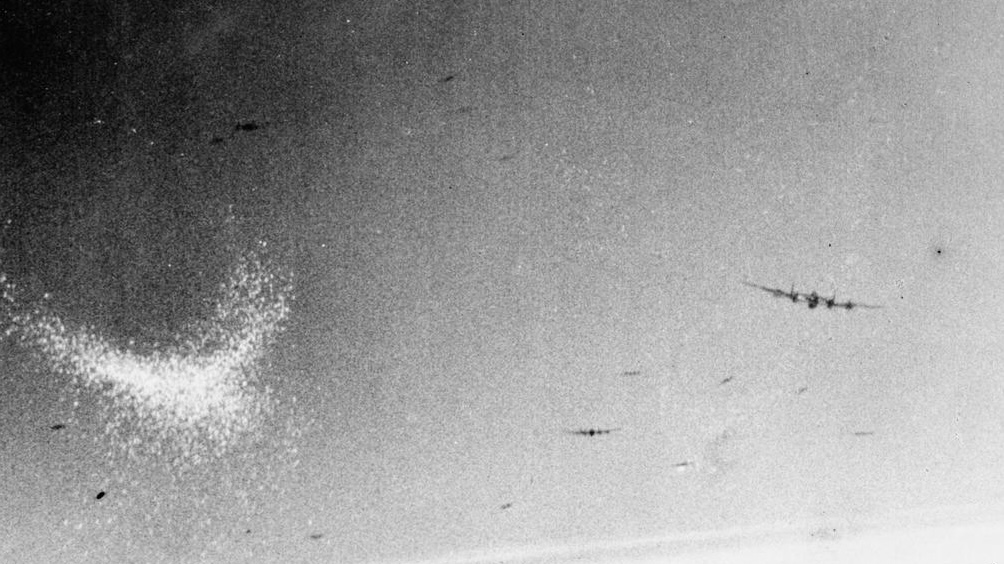
قاذفة لانكستر تُسقط النشارة المعدنية "تشاف" على غرار الطريقة المُستخدمة في عمليتى تاكسابل والوميض

كانت كلا من الوميض وتاكسابل عمليتان متشابهتان للغاية. ولقد نُفذتا في الساعات الأولى في السادس من يونيو عام 1944 بينما كان أسطول الغزو يقترب من نورماندي. حاكت عملية تاكسابل لقوة غزو تقترب من كاب دانتيفيه وهددت عملية الوميض ممر كاليه. حيث استطاعت قاذفات سلاح الجو الملكي (RAF) أن تصنع وهم أسطول كبير على شاشات الرادار الساحلية، وذلك بإسقاط النشارة المعدنية «تشاف» بشكل متدرج. في حين كانت هذه النشارة تحجُب زوارق صغيرة تسحب بالونات عاكسة للرادار وتُحاكي حركة البث التي يُجريها أسطول ضحم. وبمجرد استقطاب القوات الألمانية إلى الساحل، كان من المخطط أن يحاول سلاح الجو الملكي البريطاني عزلها في هذه المنطقة، بعيداً عن النورماندي، بقصف الجسور والطرق.
تطلبت العمليات تحليقاً دقيقاً في حلقات مطولة مع اضطرار الطائرات البديلة للاندماج بسلاسة لتجنب ثغرات رصدها. (حيث ستُجهز القاذفات على بعد 2 ميل (3.2 كم) بمحاذاة الساحل الفرنسي. وبمجرد وصولها إلى الموقع، ستقضي دقيقتين ونصف في الطيران نحو الساحل، ثم تُلقي النشارة المعدنية لمدة خمسة عشر ثانية. وبعدها تتحول القاذفات وتذهب بعيداً عن الساحل لمدة دقيقتين وعشر ثوان. وبتكرار هذا الدوران، ستتوجه السحابة الواسعة من النشارة المعدنية باتجاه الساحل كما لو انها أسطول غزو حقيقي تماماً. ولكن كان يجب تعديل القاذفات من خلال قطع فتحة في مقدمتها للسماح بإسقاط كميات كبيرة من النشارة المعدنية.

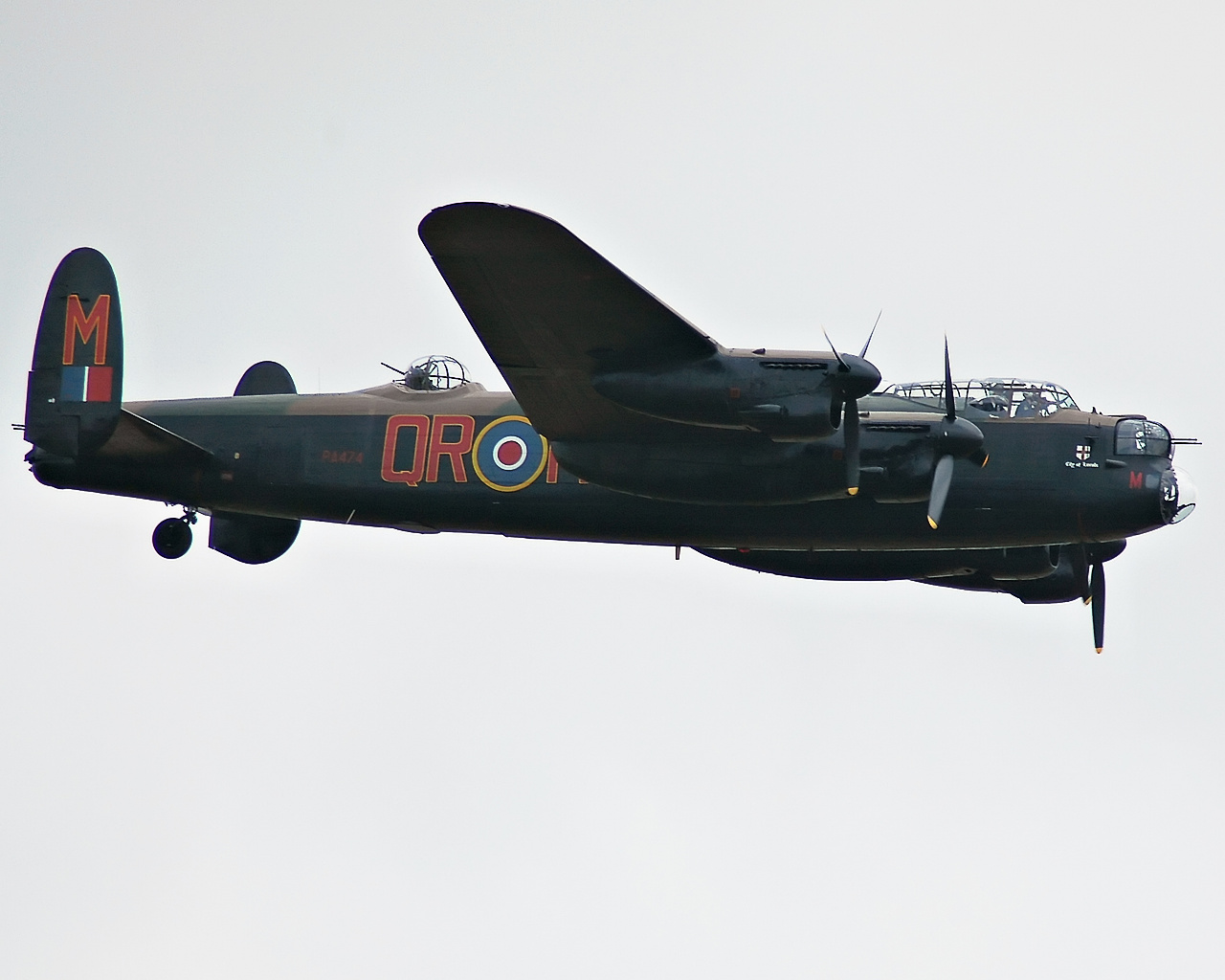
نَفَذّ عملية تاكسابل السرب رقم 617 "دام بسترز" بقاذات لانكستر.

كانت تاكسابل أكبر هاتين العمليتين، نُفذت من قبل 18 زورقاً صغيراً، يُشكلون خليطاً من زوارق (HDML) وزوارق السفن التابعة لسلاح الجو الملكي، خُصصت لقوة العمل الخاصة (أ). كما أسقطت قاذفات لانكستر من السرب رقم 617 دام بسترز "Dam Busters" للنشارة المعدنية. وحملت كل قاذفة طاقماً موسعاً قد يصل إلى 14 فرداً. بدأ السرب التدريب على العملية في السابع من مايو، لكنه لم يكن على علم بهدفه الأخير.
غادرت قوة العمل الخاصة (أ) الميناء في مساء الخامس من يونيو، لكنها عانت من الطقس البحري السئ الذي أثرّ على معداتها وقدرتها على التجمع عند نقطة الالتقاء. وبحلول الساعة الثانية عشر وسبعة وثلاثين دقيقة من مساء السادس من يونيو، وصلت زوارق القيادة إلى نقطة التجمع في موعدها المحدد. وبين الساعة الثانية والرابعة صباحاً، قامت الزوارق بتشغيل أجهزة الرادار وأجهزة البث أثناء توجهها نحو نقطة تبعد سبعة أميال (11 كم) عن الشاطئ. ومن هناك، حاكت قوة العمل محاولة إنزال عسكري. عن طريق الإبحار بسرعة في حدود 2 ميل (3.2 كم) من الشاطئ قبل العودة إلى علامة الميل 7 تحت غطاء من الدخان. خلال هذا الوقت لوحظ فقط استجابة ألمانية بسيطة بما في ذلك اشعال الكشافات وإطلاق نار متقطع. وبعد وقت قصير من الساعة الخامسة صباحاً انتهت العملية وزرعت قوة العمل ألغام قبل أن تتوجه نحو نيوهافن، لتصل إلى الميناء بحلول منتصف النهار.
وقد نَفَذّ السرب رقم 218 جولد كوست "Gold Coast" عمليات الوميض الجوية تحت قيادة قائد الجناح (المُقدم) آر. إم. فينويك ويلسون. طار السرب بست قاذفات شورت ستيرلنغ (Short Stirling) لأجل العملية، إضافةً إلى طائرتين احتياطيتين للإبرار الجوي. حملت كل طائرة طياريْن قاما بتناوب مهام الطيران. تألفت الوحدة البحرية، المنوطة لقوة العمل الخاصة (ب) تحت قيادة الملازم دبليو. إم. رانكين، من اثني عشر زورق (HDML) مزوديين بأجهزة تشويش وبث لاسلكي وبالونات عاكسة للرادار. بدأت فرقة العمل عمليات التشويش في حوالي الساعة الواحدة صباحاً تلتها محادثات لاسلكية بعد حوالي ساعة.
أثارت عملية الوميض قدر أكبر من الاستجابة عند القوات الألمانية عن عملية تاكسابل بما في ذلك إرسالهم طائرات استطلاع للتحقُق من ذلك «الأسطول». وقد عادت الزوارق إلى الميناء بعد الانتهاء من مهمتهم (التي، على عكس عملية تاكسابل، لم تشمل زرع ألغام)، ووصلت إلى مراسيها بحلول الساعة الواحدة ظهر اليوم-دي.

## عملية الطبل الكبير
كانت عملية الطبل الكبير مشابهة لخدع اليوم د البحرية الأُخريات، ولكن بدون مساعدة جوية. وقد تألفت قوة العمل (ج) من أربعة زوارق (HDML)، والتي كانت مهمتها أن تعمل كإلهاء على الجناح الغربي لقوة الغزو. وقد دعت الخطة في البداية إلى قيام قوة العمل، التي كانت ملحقة بالقوة يو (القافلة التي تقع في أقصى غرب أسطول الغزو)، بتشغيل معدات تشويش الرادار أثناء اقترابها من الساحل الفرنسي الذي يمتد لمسافة 2 ميل (3,2 كلم) قبالة الشاطئ عند أول ضوء. وبعد الفشل في استجابة الألمان، انتقلت السفن إلى مسافة 1.5 ميل (2.4 كم) من الساحل. ولكن لم يُلاحظ أي رد فعل، سواء جوياً أو برياً، وعادت القافلة بأمان إلى نيوهافن.

## تأثير العمليات
إن عمليات تاكسابل والوميض والطبل الكبيرة كانت مُعقدة تنفيذياً، مما تتطلب تنسيقاً بين القوات الجوية والبحرية. وقد بدا أن تاكسابل، التي بدأت في ظروف مناخية سيئة، لم تُحدث التأثير المطلوب ولم تنجح في الحصول على أي رد استجابة ألمانية. كان رد الفعل تجاه «الوميض» أكثر قابلية. فقد أشارت الهجمات على سرب القاذفات، على الأقل إلى رضا قيادة قاذفات سلاح الجو الملكي، بأن الألمان يعتقدون بوجود تهديد حقيقي. بينما لا يوجد أي دليل على أن عملية الطبل الكبير أثارت أي استجابة واضحة من الشاطئ. فوفقاً للمؤرخة ماري باربيير، فقد ساهمت الظروف المعاكسة وتعقيد العمليات في استجابة محدودة من العدو.
ويظهر من اعتراضات المخابرات لرسائل العدو أن القوات الألمانية في منطقة ممر كاليه أبلغت عن أسطول غزو. بالإضافة إلى ذلك، هناك تقارير تفيد بإطلاق المدفعية الساحلية للأضواء الكاشفة في تلك المنطقة. وفي تقرير 11 يونيو حول العمليات، أشار الملازم إيان كوكس (الذي كان مسؤولا عن وحدات الخداع) أن القوات الألمانية صدقت البث اللاسلكي المزيف. كما أشارت اعتراضات رسائل السفير الياباني في ألمانيا، هيروشي شيشي، إشارته عن عمليات الخداع البحري. ففى رسالته يوم الثامن من يونيو التي يشير فيها إلى منطقة كاليه ذكرّ أن «سرب العدو الذي كان يعمل هناك قد انسحب الآن».
وعلى الرغم من خيبة أمل أطقم القاذفات لعدم مُشاهدتهم أي تحرُك خلال ليلة اليوم-دي، وكانوا لا يزالوا غير مُتأكدين من تأثيرعملياتهم الفعلي، إلا أنهم كانوا يشعرون بالفخر بها. فقد كتبّ قائد السرب رقم 617 لي مونرو، «لقد كنت دائماً اعتبر العملية في رأيي أهم عملية قام بها السرب في وقتي - ليس بسبب سوء الأحوال الجوية، ولا بسبب أي تهديد باعتراض العدو. وليس بمقياس بأي نتائج مرئية، ولكن بسبب المتطلبات الصارمة جداً التي تعين علينا الطيران والملاحة بها».

### Bibliography
- Barbier, Mary (2007). D-Day Deception: Operation Fortitude and the Normandy Invasion. Westport: Greenwood Publishing Group. ISBN:0-275-99479-1.
- Bateman, Alex (2009). No. 617 'Dambusters' Sqn. Oxford: Osprey Publishing. ISBN:1-84603-429-9.
- Brickhill, Paul (1977). The Dam Busters  [لغات أخرى]‏. London: Evans Bros. ISBN:0-237-44886-6.
- Holt, Thaddeus (2004). The Deceivers: Allied Military Deception in the Second World War. New York: أبناء تشارلز سكرايبنر  [لغات أخرى]‏. ISBN:0-7432-5042-7. مؤرشف من الأصل في 2022-05-07.{{استشهاد بكتاب}}:  صيانة الاستشهاد: علامات ترقيم زائدة (link)
- Latimer, Jon (2001). Deception in War. New York: Overlook Press. ISBN:978-1-58567-381-0.
- Levine, Joshua (2011). Operation Fortitude: The True Story of the Key Spy Operation of WWII That Saved D-Day. London: HarperCollins UK. ISBN:0-00-741324-6.
- Wilson, Kevin (2008). Men of Air: The Doomed Youth of Bomber Command. London: Hachette UK. ISBN:0-297-85704-5.
- West, Nigel (2010). Historical Dictionary of Naval Intelligence. Scarecrow Press. ISBN:0-8108-7377-X.